# اشکان جعفری
اشکان جعفری (زادهٔ ۱۳ دی ۱۳۸۰ در تهران) بسکتبالیست اهل ایران و عضو تیم ملی بسکتبال ایران است. وی هم اکنون بازیکن تیم باشگاه بسکتبال ذوب‌آهن اصفهان است.
اشکان جعفری در سال ۱۳۹۹ (تیم نیرو زمینی) پدیده لیگ برتر بسکتبال مردان ایران  شد.اشکان جعفری دارای ۴ عنوان قهرمانی  لیگ برتر بسکتبال ایران به همراه تیم های شهرداری گرگان و طبیعت اسلامشهر میباشد.
اشکان جعفری مقام قهرمانی مسابقات ۳×۳ دانشجویان جهان در مسکو را کسب کرده است وی همچنین دارای مقام قهرمانی اسیا با تیم ملی دانشجویان میباشد.